# みずへび座デルタ星
みずへび座δ星（みずへびざデルタせい、英語: Delta Hydri、δ Hyi）は、南天の星座であるみずへび座にある4等級の単独の恒星である。

## 概要
視等級は4.09等級で、肉眼で観望するには十分に明るい恒星である。みずへび座δ星までの距離は23.71ミリ秒の年周視差に基づいており、これを基に計算すると地球からは約140光年離れていることになる。また、6 km/sの視線速度で地球から遠ざかっている。
みずへび座δ星はA2V型のスペクトル分類を持つ普遍的なA型主系列星である。形成から2億900万年が経過しており、162 km/sという速い速度で自転していると予測とされている。この高速の自転により、赤道半径が極半径よりも7%長い回転楕円体の形状になっている。質量は太陽の2.25倍、半径は約2.3倍でとされる。表面温度は9,880 Kと高く、太陽の39.5倍も強い光度を光球から放射している。みずへび座δ星の周辺で赤外超過の観測が行われているが、そのような超過は確認されていない。